# Francis Bacon (malíř)
Francis Bacon (28. října 1909 v Dublinu – 28. dubna 1992 v Madridu) byl v Irsku narozený britský figurativní malíř. Postupně si našel svoji velmi specifickou cestu malby, pro kterou se vžil pojem nová figurace. Spolu s Baconem jsou k tomuto hnutí řazeni Henry Moore, Alexander Archipenko nebo Craigie Aitchison. Náměty pro svou tvorbu získával často z obrazů starých mistrů, fotografií, rentgenových snímků nebo filmů, které přetvářel s překvapivou invencí. Pro jeho dílo jsou typické jednoduché, ale znetvořené figury uzavřené do trubkovitých nebo skleněných konstrukcí. Známé jsou studie s ústřední postavou papeže Inocence X.

## Život
Bacon se narodil jako druhé z pěti dětí v rodině bývalého vojáka, který se živil chovem koní. Po vypuknutí války v roce 1914 se rodina přestěhovala do Londýna, kde otec pracoval na ministerstvu války. V pubertě si Bacon uvědomil svou homosexuální orientaci. Když ho roku 1925 otec přistihl v matčině spodním prádle, vyhnal ho z domu. Bacon se živil různými příležitostnými pracemi, mimo jiné pomáhal v kanceláři notáře. Na jaře 1927 se ho otec pokusil přivést ke spořádanému životu a poslal ho ke strýci do Berlína. Tato otcova představa se ale v Berlíně, nabízejícím pro mladé lidi množství lákadel, nenaplnila. Bacon navíc po dvou měsících berlínského pobytu odjel do Paříže, kde navrhoval bytové interiéry a doplňky. V červenci 1927 navštívil v galerii Paula Rosenberga výstavu Picassových kreseb, které na něj hluboce zapůsobily. Rok nato si v jižním Kensingtonu v Londýně zřídil ateliér, kde pokračoval v tvorbě návrhů nábytku a koberců. Tehdy také začal malovat. Spolu s australským malířem Royem De Maistre vytvářeli obrazy v duchu kubismu.
V roce 1930 uspořádali oba malíři v Baconově ateliéru výstavu. Zůstala však zcela bez odezvy. Zklamaný Bacon na dlouhou dobu přestal malovat a roku 1931 ukončil i svou činnost dekoratéra. Opět se živil příležitostnými pracemi. Cestoval po Evropě a protože jednou z jeho vášní byla hazardní hra, pracoval i jako krupiér.
Bez kontaktu s uměleckou činností však nezůstal. V roce 1933 byl na londýnské výstavě „Art Now“ (Umění teď) vystaven jeho obraz Ukřižování, reprodukovaný ve výstavním katalogu a zakoupený sběratelem moderního umění Michaelem Sadlerem. Bacon se proto pokusil o ještě jeden návrat k umění a v následujícím roce uspořádal v prostoru nazvaném "Transition Gallery" (Přechodná galerie) svou první samostatnou výstavu. Další neúspěch ho přivedl ke zničení většiny svých dosavadních obrazů. K deziluzi o vlastních uměleckých schopnostech přispělo i odmítnutí jeho příspěvku na londýnskou Mezinárodní surrealistickou výstavu v roce 1936. Rok nato prezentoval Eric Hall, Baconův mecenáš a intimní přítel, jeden z jeho mála dochovaných obrazů s názvem Figury v zahradě na skupinové výstavě "Young British Painters" (Mladí britští malíři).

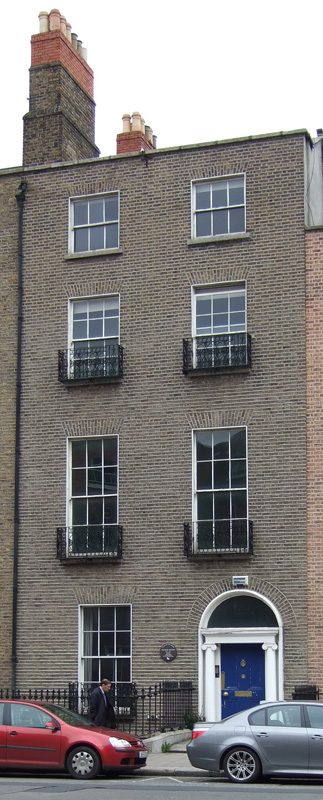
Malířův rodný dům v Dublinu

Bacon se od dětství potýkal s astmatem. Proto také nebyl po vypuknutí druhé světové války odveden, nýbrž zařazen k civilní obraně. Ale i odtud byl brzy propuštěn. Po nějakou dobu žil společně s Hallem v Petersfieldu v hrabství Hampshire, koncem roku 1942 se vrátil do Londýna a usadil se opět v jižním Kensingtonu.
Pro jeho umělecký vývoj byl klíčový rok 1944. Tehdy namaloval triptych Tři studie u nohou Ukřižování, které je počátkem Baconova nového svébytného uměleckého stylu, nezávislém na současných uměleckých směrech. Triptych, znázorňující nedefinovatelné monstrum vyrážející výkřiky hrůzy, byl v roce 1945 vystaven v londýnské galerii Lefevre. Vyvolal skandál, jeho přítel Eric Hall ho však koupil a v roce 1953 daroval londýnské Tate Gallery. Prostřednictvím přítele Grahama Sutherlanda se roku 1946 poznal s galeristkou Hannover Gallery Erikou Brausenovou, která zakoupila několik jeho obrazů a až do roku 1958 byla jeho agentkou. Za utržené peníze jezdil Bacon do roku 1950 pravidelně na léto do Monte Carla, kde se oddával své hráčské vášni.
Kromě hazardu byl další Baconovou vášní alkohol. V 50. a 60. letech byl pravidelným návštěvníkem barů v Soho, zejména Colony Room. V Soho se scházela společnost umělců a Bacon zde poznal několik svých modelek: majitelku Colony Room Mauriel Belcherovou, Henriettu Moraesovou a malířku Isabelu Rawsthornovou. Od konce 40. až do poloviny 50. let byl posedlý Velázquezovým portrétem papeže Inocence X.; namaloval kolem 40 variací tohoto obrazu. Začátkem 50. let se stýkal i s Lucianem Freudem, kterého několikrát portrétoval. Roku 1951 zemřela jeho chůva z dětství Nanny Lighfootová, k níž ho pojil vřelý vztah a se kterou od roku 1942 bydlel. Bacon v depresi prodal svůj londýnský ateliér na Cromwellově náměstí, kde zanechal i několik nedokončených obrazů. O rok později odjel do severní Afriky, kde žila jeho matka a sestry. Roku 1952 také v Soho poznal Petra Lacyho, s nímž udržoval několikaletý bouřlivý poměr.
Roku 1953 proběhla v newyorské galerii Durlacher Brothers jeho první samostatná zahraniční výstava. V té době vznikají obrazy inspirované pracemi fotografa z 19. století Eadwearda Muybridge. V roce 1954 byl spolu s Benem Nicholsonem a Lucianem Freudem vybrán, aby reprezentoval Velkou Británii[ujasnit][zdroj⁠?!] na XXVII. benátském Bienále. Malíř se však výstavy nezúčastnil. Navštívil v té době Řím, Velázquezův portrét papeže Inocenta X. si však prohlédnout nešel – neměl odvahu spatřit originál. V roce 1955 mu uspořádal London Institute of Contemporary Art první retrospektivní výstavu. Bacon v onom roce namaloval sérii portrétů podle posmrtné masky Williama Blakea a na šest let se usadil v londýnské čtvrti Battersea.
Kromě Velázqueze po určitou dobu zaujal Bacona Vincent van Gogh. V letech 1956–1957 namaloval sérii šesti obrazů inspirovaných van Goghovou malbou Malíř na silnici z Tarasconu, která byla zničená za II. světové války. Roku 1957 je vystavil v londýnské Hannover Gallery. V posledních letech života se však Bacon o těchto svých dílech vyjadřoval značně kriticky.
V létě roku 1956 odejel Bacon v doprovodu svého přítele, restauratéra Petra Pollocka, do Tangeru, aby navštívil Petra Lacyho. Pronajal si zde byt, který využíval až do počátku 60. let. V Tangeru se stýkal s příslušníky generace beatníků Williamem Burroughsem, Paulem Bowlesem a Allenem Ginsbergem. Ahmeda Yacoubiho zde přivedl k malbě a zařídil mu výstavy ve své domovské Hannover Gallery.
Od 2. poloviny 50. let se začal Bacon výrazně prosazovat i na mezinárodní scéně. Roku 1957 uspořádala jeho agentka Erica Brausenová v galerii Rive Droite jeho první samostatnou výstavu v Paříži. Příští rok následovaly výstavy v Turíně, Miláně, Římě a Pittsburghu. V letech 1959–1992 byly jeho obrazy vystaveny na prestižní evropské umělecké přehlídce s názvem documenta v Kasselu, konkrétně č. 2, 3, 6 a 9. Bacon od té doby až do své smrti vystavoval prakticky každoročně v těch nejvýznamnějších evropských a amerických galeriích, ať už šlo o výstavy nejnovějších prací nebo velké retrospektivy.
Den před vernisáží jedné z nich, v Tate Gallery roku 1962, se dozvěděl o úmrtí svého dlouholetého přítele, bývalého válečného pilota Petera Lacyho, který se v Tangeru otrávil alkoholem. Lacyho smrt Baconem hluboce otřásla. Podobný osud měl jeho další vztah. S Georgem Dyerem, drobným zlodějem a kriminálníkem, se v roce 1963 seznámil v jednom z barů v Soho. Žádný z dosavadních milenců nebo přátel Bacona tolik citově nepřipoutal jako Dyer. Bacon ho mnohokrát portrétoval za jeho života i po tragické smrti. Opět v předvečer Baconovy velké retrospektivy, tentokrát v říjnu 1971 v pařížském Grand Palais, spáchal v jejich společném hotelovém pokoji Dyer sebevraždu předávkováním prášky na spaní v kombinaci s alkoholem. Jeden z Dyerových portrétů, Portrait of George Dyer Talking (Portrét mluvícího George Dyera), byl v roce 2014 v aukční síni Christie's vydražen za 42 miliónů liber.
Kromě erotických vztahů navazoval Bacon s muži samozřejmě také přátelství založená na jiných hodnotách. Mezi jeho přátele patřili umělci Willem de Kooning, Lucian Freud či Alberto Giacometti. Pro Baconovu portrétní činnost byl důležitý fotograf John Deakin. Bacon nikdy své portréty nemaloval v přímém kontaktu s modelem, vždy mu za základ sloužily fotografie, pořizované převážně právě Deakinem. Blízké přátelství ho pojilo se spisovatelem Michaelem Leirisem. Ten v roce 1983 napsal o Baconovi knihu Francis Bacon face et profil (Bacon: tvář a profil), malíř ho naopak několikrát portrétoval. Další jeho přítel, historik umění David Sylvester, s ním vedl v letech 1963, 1966 a 1979 obsáhlé rozhovory, které vyšly tiskem. Jsou zcela zásadní k poznání Baconových inspirací, tvůrčích záměrů a postupů. Mezi jeho přátele patřila i malířka a designérka Isabel Rawsthorne. Také ji v 60. letech několikrát portrétoval. Pro Baconovu portrétní tvorbu platí, že maloval výhradně osoby, k nimž měl blízký vztah. To platí také o více než 20 portrétech Johna Edwardse, s nímž se Bacon poznal v roce 1974. Edwards, zhruba o 40 let mladší než Bacon, byl až do konce malířova života jeho společníkem a nahradil fotografa Deakina, který zemřel dva roky před tím. Jejich vztah byl založený na poměru otce a syna. Edwards se také stal Baconovým univerzálním dědicem.
V 70. letech Bacon i nadále cestuje, ať už na vernisáže svých výstav nebo jen tak. Při těchto příležitostech poznal další významné umělce: Roku 1975 se v New Yorku sešel s Andy Warholem, o tři roky později v Římě poznal Balthuse. V 70. a 80. letech jezdíval do Francie. V Paříži měl trvale pronajatý byt na Place des Vosges, často pobýval v Provence.
Roku 1990 navštívil Madrid, aby spatřil Velázquezovu výstavu v Pradu. O dva roky později se do Madridu vrátil. Nedlouho po příjezdu byl hospitalizován se zápalem plic. Dne 28. dubna 1992 v Madridu zemřel.

## Dílo
Od počátku tvorby byly hlavními Baconovými náměty lidské tělo a lidský obličej. Vědomě se nepřipojil k převažujícímu směru abstraktní malby, jeho tématem zůstal člověk. Proto bývá zařazován mezi představitele tzv. nové figurace, což ovšem není umělecký směr, nýbrž pojetí vztahu člověka ve světě, který ho obklopuje. Jeho obrazy ale nejsou realistickými vypodobněními malovaných modelů: Bacon je většinou předvádí v mezních situacích, zdeformované, v okamžicích existenciálního děsu či v ohrožení života. Některé obrazy jsou jiným vyjádřením křiku hrůzy, zachyceném v Munchově Výkřiku nebo Ejzenštejnově filmu Křižník Potěmkin. Ne vždy ale bylo Baconovo dílo přijímáno bez výhrad: I v odborných kruzích se vyskytly názory, že je strojené či falešné.
Už od 50. let rámoval Bacon některé svoje postavy do jakýchsi průhledných kubických prostorů, případně za průhledné závěsy. Tento výrazový prostředek je mnohovýznamný; může vyjadřovat jak oddělení modelů od reálného světa, tak zdůraznění jejich individuality. Baconovou specifickou vyjadřovací formou byl triptych, který použil už při svém prvním díle, ke kterému se hlásil, Třech studiích u nohou Ukřižování. Postupně se velikost desek ustálila na formátu 198 x 145,5 cm. Triptych Baconovi umožňoval zachytit konkrétní portrétované postavy paralelně ve třech postupných dějích, případně umožňoval do kompozice vstoupit dalším postavám. Rovněž pro menší triptychy, jejichž tématem byly lidské tváře, se ustálil konstantní rozměr 35,5 x 30,5 cm.
Formu triptychu Bacon převzal z gotického malířství. Podnětů pro jeho tvorbu ale bylo bezpočet. Ateliér měl plný neuspořádaných krabic reprodukcí obrazů světového malířství, výstřižků z novin, knih, fotografií. Bacon ctil mnoho svých předchůdců: Matthiase Grünewalda, Michelangela, Rembrandta, Velázqueze, van Gogha, ze svých současníků hlavně Picassa a de Kooninga. Baconovo dílo je také polemikou s fotografií. Zásadně ho ovlivnila tvorba anglického fotografa Eadwearda Muybridge, který ve svých fotografických albech, vydávaných v 70. a 80. letech 19. století, zachycoval rozfázovaný pohyb lidí i zvířat. Podle Bacona umožnila fotografie malířům, kteří neusilovali o abstrakci, zobrazovat svá témata bez ohledu na dokumentační či ilustrativní faktory a pokoušet se vystihnout podstatu tématu (krajiny, postavy, zátiší) v jeho elementární formě.
Od roku 1949 přibližně až do sklonku 50. let vzniklo asi 40 variací na Velázquezův portrét papeže Inocence X., v té době také několikrát portrétoval Luciana Freuda. Počátkem 50. let vznikla rovněž série skrčených mužských aktů. V roce 1955 vystavil sérii obrazů podle posmrtné masky Williama Blakea. V letech 1956–1957 namaloval sérii inspirovanou tvorbou van Gogha. K tématu Ukřižování se vrátil v 60. letech obrazy Tři studie k Ukřižování (1962) a Ukřižování (1965). Mezi roky 1963 a 1971 je hlavním námětem jeho obrazů George Dyer. V polovině 60. let také vzniklo několik portrétů malířky Isabely Rawsthornové. V Baconově tvorbě nalezneme i literární reminiscence. Roku 1967 namaloval Triptych inspirovaný básní T. S. Eliota Sweeney Agonistes, roku 1981 Triptych inspirovaný Aischylovou Oresteiou.

## Výstavy za života (výběr)
- 1949 Hanover Gallery Londýn – první samostatná výstava
- 1957 Galerie Rive Droite Paříž, pokračuje v Hanover Gallery Londýn – mj. obrazy inspirované Van Goghem
- 1962 Putovní výstava Tate Gallery Londýn, Mannheim, Curych, Turín, Amsterdam – první velká retrospektiva
- 1977 Museo de Arte Moderno Ciudad de México
- 1988 Treťjakovská galerie Moskva
- 1989 Marlborough Fine Art Gallery Londýn – New Paintings: Bacon, Auerbach, Kitaj